# 咲田ラン
咲田 ラン（さきた らん、2000年4月2日 - ）は、日本のAV女優。Diaz Group所属。

## 経歴
日本人の父とベトナム人の母を持つ女優。アオザイを着用してAV出演したことは「ベトナムの文化と伝統を汚した」とベトナムメディアでも取り上げられた。初体験は高校2年生。
2022年4月19日、自身のTwitterにて同年4月22日をもってAVを卒業する事を発表。

## 作品

### アダルトビデオ
- 145cmベトナム生まれの激イキボディ アオザイを着たあの子。褐色美少女 咲田ラン SOD専属AVデビュー（3月11日、SODクリエイト）
- 幼い顔して性欲モンスター!! ベトナム生まれのミニマム褐色スケベっ娘と夜通し10セックス（3月25日、SODクリエイト）
- 大きいおじさんに喉奥と膣奥を密着激ピストンで無理やり犯されちゃう。145cm美少女（4月8日、SODクリエイト）
- 初中出しからメチャメチャ感じる敏感っ子「アソコがバカになっちゃう～!」 潮吹きマ○コに即挿入! 潮と精子のコラボレーション!（5月7日、SODクリエイト）
- 「センセー可愛いー」 イっても絶対に逃がさない乳首いじり騎乗位で精子を搾り取る教え子（7月22日、SODクリエイト）
- 背中を流すだけでなく性処理までお手伝いしてくれる下町銭湯の看板娘 咲田ラン 高山すず（8月26日、SODクリエイト）
- 「お前、あのクズ監督の娘だろ?」 行き過ぎたスパルタ指導に怒り狂ったラグビー部員たちが、顧問の娘を臓器に響くパワーピストン連続レ×プ（9月23日、SODクリエイト）
- ショコラブラウニー 純朴な瞳でこちらをうかがいながらあまずっぱい汗の香りを漂わせている小さな女の子 未通の無垢な体を永遠にしゃぶり尽くした（10月27日、First Star）
- こんがり褐色ハーフの連れ子がドンピシャリ ラン145cm（11月26日、I.B.WORKS）

- 男優のセフレ 4 プライベートでAV男優とヤっちゃうビッチ達 シロウト娘ナンパ狩り 57（1月28日、プレステージ）※オムニバス作品
- 美人妻ナンパ企画 膣トレリモバイ羞恥散歩リモディル羞恥走行! 人生初の野外恥辱プレイでアクメモードに突入し歯止めが効かず性欲爆発中出しSEX（3月15日、LOTUS）※オムニバス作品
- オジサン夢中 異国からやってきた留学生をナンパしてSEXスカウティング（7月19日、HALENTINO）

### アダルト配信
- 【オリエンタルちびボイン美少女の底なし性欲…開眼!!! 3連続搾精SEX】水着で即イチャ!! 即潮吹くド淫乱ハーフミニマムボインエチョナ!! 国際的性的交流試合の火蓋が今…落とされる!! 屋外で屋根なしゴム無し潮吹き性交で1発!! 室内に決戦会場を変えて騎乗位ピストンでイキまくるオリエンタルエチョナ襲来の巻!! /男優のセフレ/No.89（2021年11月13日、プレステージプレミアム）

### アダルトVR
- 日本語学校1-B文化祭の出し物は【ピンサロ】アメリカから東南アジアまでフェラチオ文化交流 限定特別コース【ハーレムコース】で世界の美人学生を独り占め!（2021年5月20日、SODクリエイト）

### 写真集
- ビジュアルヌード・ポーズBOOK act 咲田ラン（2021年8月26日、二見書房、撮影：長谷川朗） ISBN 978-4-576-21137-4